# Валеев, Самигулла Хисматуллович
Самигулла́ Хисмату́ллович Вале́ев (1894 год, Казанская губерния — 1955 год) — советский хозяйственный, государственный и политический деятель.

## Биография
Родился в 1894 году в Казанской губернии. Член ВКП(б).
С 1908 года — на хозяйственной, общественной и политической работе. В 1908—1955 гг. — крестьянин, ученик слесаря на заводах Уфимской губернии, тракторист, работник совхоза в Яныльском районе, старший механик, директор Яныльской машинно-тракторной станции Кукморского района Татарской АССР.
Избирался депутатом Верховного Совета СССР 3-го созыва. Член Президиума Верховного Совета Татарстана, депутат Кукморского районного совета.
Умер в 1955 году.